# Sånggripen
Sånggripen är en blandad studentkör vid Östgöta nation med omkring 35 medlemmar som har ambitionen att vara bland de bästa nationskörerna i Uppsala.
Kören leds för närvarande av Ida Molinder Persson. 
Tidigare dirigenter i kören:
● Alexander Damsgaard (2022-2024)
- Ida Molinder Persson (2019-2022)
- Jesper Hagberg (2017-2019)
- Jonathan von Döbeln (2014-2017)
- Mårten Jansson (2010-2014), kompositör, musikteori- och dirigeringslärare och sångpedagog med examen från Kungl. Musikhögskolan i Stockholm.
- Mikael Karlborg (2007-2010), huvudrollsinnehavare i spexet På Madagaskar som sätts upp vart 10:e år, solist i Svenska Showorkestern Phontrattarne som bl.a. haft spelningar på Nobelmiddagen.
- Maria Goundorina (2006-2007), med examen från Moskvakonservatoriet, diplomand på Kungliga musikhögskolan och fleråriga musikstudier i Wien.
- Thomas Strömberg (2003-2006)- gav sin första pianokonsert vid fyra års ålder
- Niclas Blixt (1998-2003)
- Thomas Matzen (1998)
- Thomas Strömberg (1990-1998)
- Jan Novosel (1987-1990)
- Pia Adolfsson (1985-1986)
- Jan Novosel (1981-1985)
- Karin Elofsson (1981)
- Ulf Setterud (1978-1981)
- Göran Bogemar (1976-1978)

## Historia
Kören bildades år 1976. Namnet Sånggripen myntades av Christina Rickhammar.